# Suzuki Recycling Injection System
SRIS staat voor: 
- Suzuki Recycling Injection System, maar ook voor:
- Suzuki Rewrite Injection System.

Het gaat hier om twee totaal verschillende systemen van Suzuki-motorfietsen.
Het eerste systeem met de naam "SRIS" was een tweetakt-smeersysteem van de GT 380, GT 550 en GT 750-modellen waarbij smeerolie rechtstreeks naar de lagers werd gevoerd en daarna werd opgevangen om de volgende cilinder te smeren. Normaal verbrandt deze olie bij een tweetakt. Dankzij SRIS rookte de motor ook veel minder. Suzuki noemde het systeem ook CCI. Zie ook mengsmering.
Het tweede systeem diende om de in te spuiten hoeveelheid brandstof van EPI (Engine Petrol Injection) zelf te regelen. Dit werd toegepast op het (viertakt) "NUDA" studiemodel uit 1987 en door Suzuki ook SRIX genoemd. De "X" stond dan waarschijnlijk voor "Experimental".